# Пальярский субдиалект

Изоглоссы пальярского субдиалекта (1991)

Пальярский субдиалект северо-западного диалекта каталанского языка (кат. català pallarès) — субдиалект каталанского языка, на котором говорят в комарках Пальярс-Собира и Пальярс-Хусса в Каталонии.
Некоторые черты субдиалекта приближают его к арагонскому языку

## Главные особенности
- Главной чертой является открытое [ε] на месте закрытого [e] в литературном языке:
  - в случаях, когда в латыни ему соответствовало короткое -e-: era, adés, herba;
  - в местоимениях meu, teu, seu;
  - в случаях, когда в латыни ему соответствовало длинное -e- и короткое -i-: cera, neu;
  - если в латыни ему соответствовало -a-: llet;
  - в суффиксе -er, который происходит от лат. -arius;
- Переход латинских и позднелатинских -dy-, -gy- и -y- в -і-, а не в -g-, -tg-, -tx-, как в литературном каталанском: puiar вместо литературного pujar;
- Частый переход латинского буквосочетания -nn- в -n-, а не в -ny-, как в литературном каталанском

## Диалектизмы
В скобках приведены варианты на литературном языке:
- açò (això) — «это»
- astí/ací (aquí) — «здесь»
- carriscle
- cambuleta (capgirell, capitomba) — «рядом»
- eixir/ixir (sortir) — «из»
- fraga (maduixa, fraula) — «клубника»
- freixera (freixe) — «пепел»
- fullat
- gelamiques (fredolic) — «жирный»
- maití (matí) — «утро»
- maitinar (matinar) — «рано»
- monter (munt) — «много»
- pimentó (pebrot) — «перец»
- préssic (préssec) — «персик»
- pior (pitjor) — «хуже»
- remeiera
- singratalla (sargantana) — «ящерица»
- taleiar
- voliaina